# Pantilius tunicatus
Pantilius tunicatus is een wants uit de familie van de blindwantsen (Miridae). De soort werd het eerst wetenschappelijk beschreven door Johan Christian Fabricius in 1781.

## Uiterlijk
De vrij grote blindwants kan 8,5 tot 10 mm lang worden en is altijd langvleugelig. De kleur van het lichaam is variabel, jonge dieren zijn groen, later worden ze bruinrood. Het halsschild en de voorvleugels zijn onregelmatig bedekt met zwarte puntjes en de vleugels hebben aan de buitenkant een geelgroene rand. De uiteinden van de vleugels (cuneus) zijn geelgoen met roodbruine binnenkant. Het grijsdoorzichtige deel van de vleugels heeft rode aders. De pootjes zijn geelgroen met zwarte spikkels op de dijen en gedeeltelijk roodachtige schenen. De wants heeft rode antennes, het derde en vierde segment zijn gedeeltelijk groengeel, het tweede segment is langer dan het derde en vierde segment samen en is bovenaan dikker en donkerder.

## Leefwijze
De soort kent één generatie per jaar en overwintert meestal als eitje. De wantsen kunnen gevonden worden op berk, hazelaar en els van juli tot in december.

## Leefgebied
De soort komt voor in het palearctisch gebied van Europa tot in het Verre Oosten. De wants komt zeer algemeen voor in Nederland in tuinen, parken en langs bosranden waar berk, els en hazelaar groeit.